# Andrena trimaculata
Andrena trimaculata är en biart som beskrevs av Laberge 1967. Andrena trimaculata ingår i släktet sandbin, och familjen grävbin. Inga underarter finns listade i Catalogue of Life.